# Pachyschistochila parvistipula
Pachyschistochila parvistipula är en bladmossart som först beskrevs av Rodway, och fick sitt nu gällande namn av R.M.Schust. et J.J.Engel. Pachyschistochila parvistipula ingår i släktet Pachyschistochila och familjen Schistochilaceae. Inga underarter finns listade i Catalogue of Life.